# Alexandr Vladimirovič Meň
Alexandr Vladimirovič Meň (rus. Александр Владимирович Мень; 22. ledna 1935 Moskva – 9. září 1990 Sergijev Posad) byl ruský pravoslavný kněz, teolog, biblista, filosof a spisovatel. Je jednou z nejvýznamnějších osobností ruského pravoslaví druhé poloviny 20. století. Byl autorem řady knih, vykonal obrovské dílo v oblasti obnovy pravoslavného vzdělávání a sociálního úsilí, byl výraznou osobností pravoslavných ekumenických snah.
Navzdory obtěžování ze strany KGB od 80. let vyvíjel rozsáhlé misijní aktivity, po nástupu perestrojky svou činnost ještě rozšířil. Znovuobnovil v Rusku myšlenku nedělních škol. Byl jedním ze zakladatelů/obnovitelů Ruské biblické společnosti, jakož i zakladatelů pravoslavné univerzity. Pro své názory a konání měl mnoho nepřátel zejména mezi militantními ateisty (pro úspěšnou snahu oživit víru v Rusku) a konzervativními církevními kruhy a ruskými nacionalisty (obojím vadily zejména jeho ekumenické aktivity). 9. září 1990 byl cestou na vlak přepaden a zavražděn (ubit sekerou). Jeho vrahové nikdy nebyli dopadeni.

## Biografie
- Alexandr Meň: Rozbít led, Triáda, Praha 2004
- Yves Hamant: Alexandr Meň, Kristův svědek pro dnešní Rusko, Karmelitánské nakl., Kostelní Vydří 2003